# Kazimierz Gołba

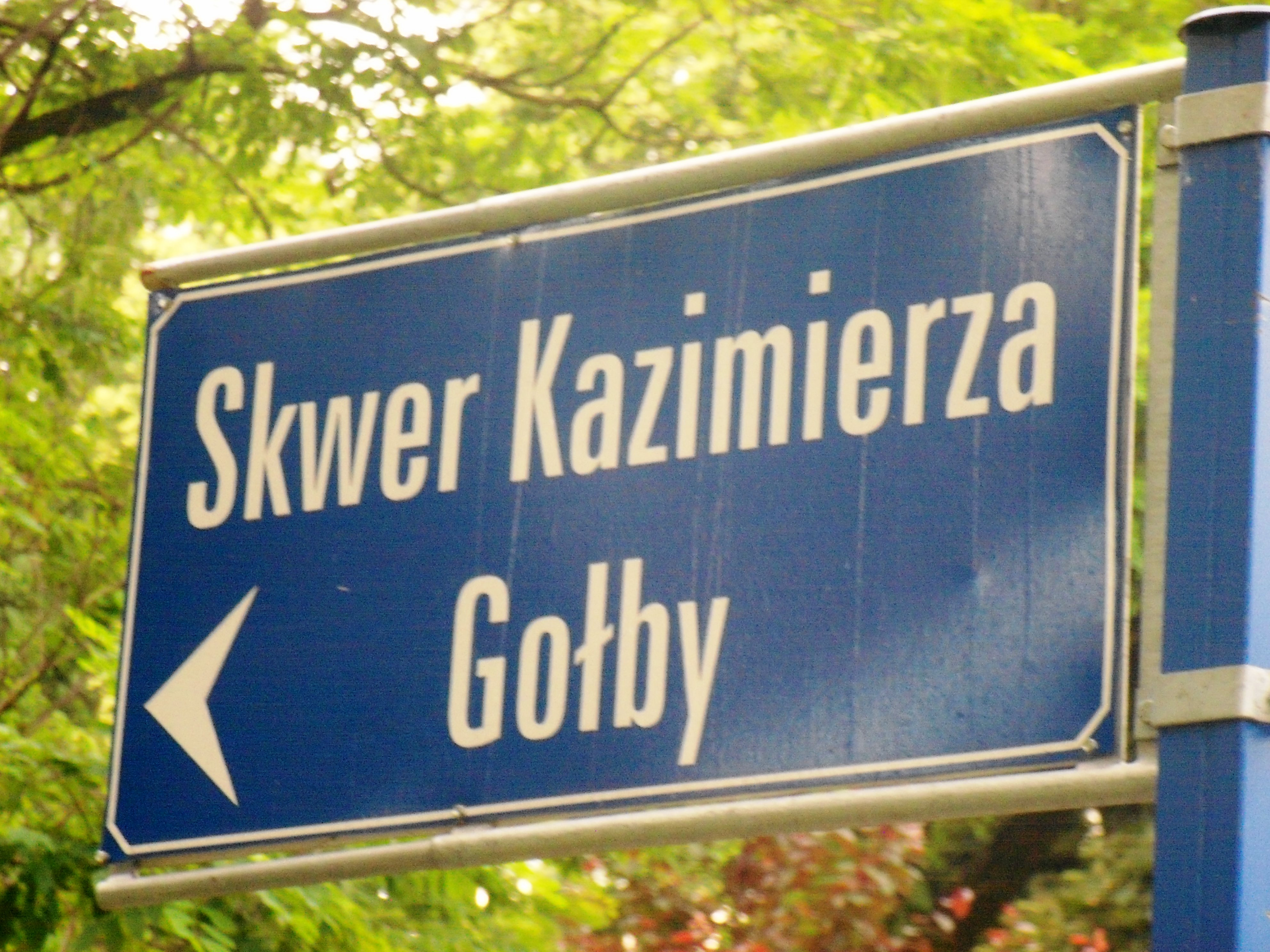
Skwer Kazimierza Gołby w Katowicach-Brynowie

Kazimierz Gołba (ur. 28 stycznia 1904 w Rzeszowie, zm. 27 kwietnia 1952 w Katowicach) – polski nauczyciel, pisarz i poeta.

## Życiorys
Syn Józefa i Jadwigi z Zabawskich. Studiował i doktoryzował się na Uniwersytecie Jagiellońskim. W 1926 zamieszkał w Katowicach. Sympatyzował z politycznym obozem Wojciecha Korfantego. W czasie II wojny światowej, 9 września 1939 został aresztowany przez gestapo, wywieziony do Krakowa i osadzony w więzieniu Montelupich. W miesiąc po aresztowaniu, 14 października 1939 żona pisarza Helena Gołbowa została urzędowo zawiadomiona, że jej mąż zmarł w więzieniu. Za pośrednictwem ks. W. Siwka przy protekcji lekarza więziennego, Czecha, uzyskała zezwolenie na odebranie zwłok z kostnicy celem ich pogrzebania. Wydano jej ciało człowieka w więziennych pasiakach, które było okaleczone, obite i spuchnięte tak bardzo, że nie mogła rozeznać w nich podobieństwa do męża. Stwierdzono w nim ledwie wyczuwalne oznaki życia – słaby puls. Wykreślony oficjalnie przez gestapo z listy żyjących, pisarz ukrywał się przez całą wojnę pod zmienionym nazwiskiem, mieszkając w Sosnowcu i mimo kalectwa odniesionego po pobycie w więzieniu brał udział w tajnym nauczaniu.
Po wojnie napisał popularną książkę dla młodzieży Wieża spadochronowa o obronie wieży szkoleniowej dla skoczków spadochronowych w katowickim Parku Kościuszki (zob. wieża spadochronowa w Katowicach) w czasie kampanii wrześniowej. Publikował na łamach katolickich tygodników „Niedziela” oraz „Gość Niedzielny”. W 1947 pisarz był kierownikiem literackim Teatru Miejskiego w Sosnowcu. Pisał również wiersze.

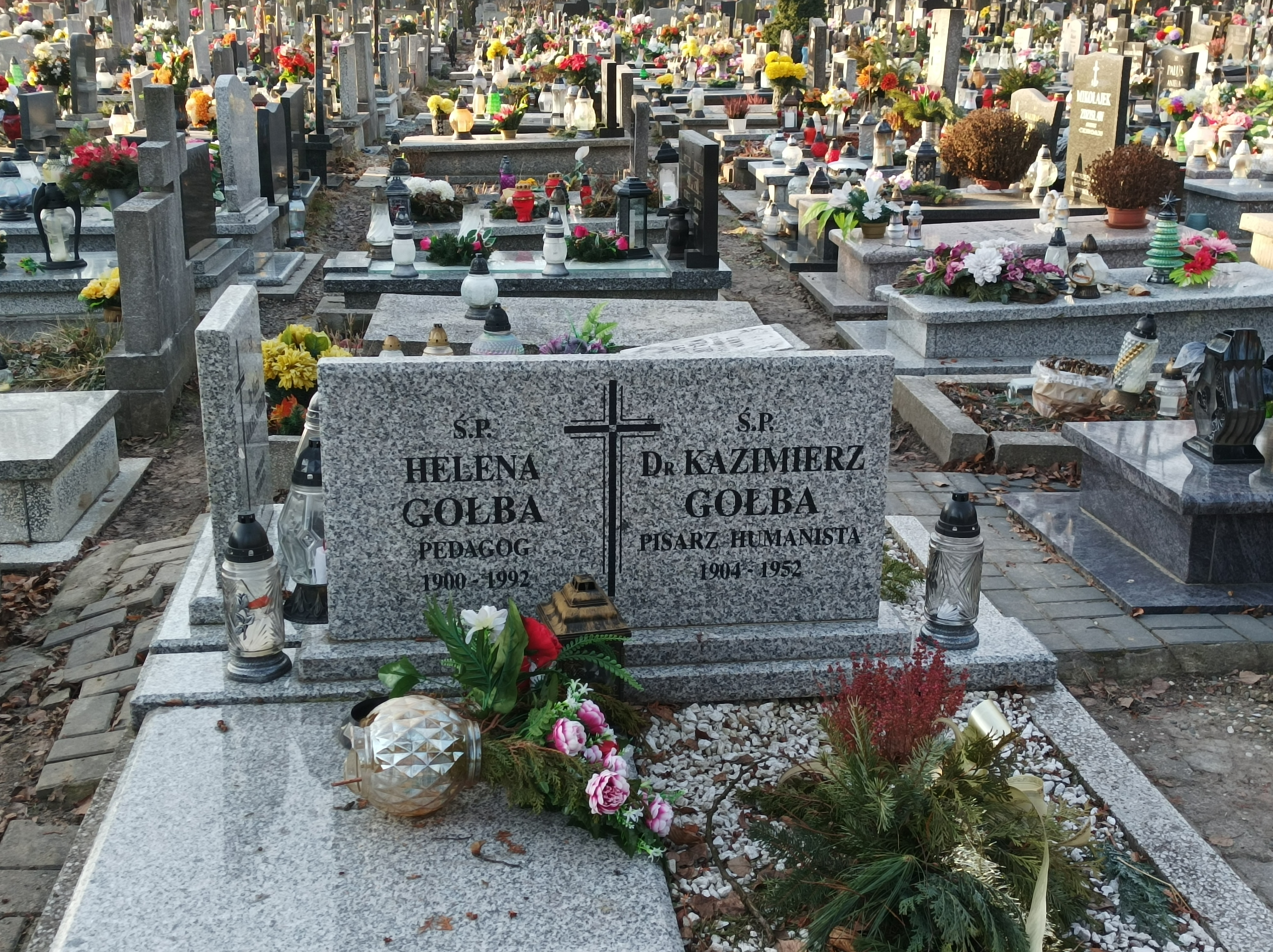
Grób Kazimierza Gołby na cmentarzu przy ul. Francuskiej w Katowicach

## Twórczość
- Salwa nad brukiem (1930) – tomik poezji
- W cieniu wielkiej legendy (1932) – powieść historyczna
- Rekruci (1935)
- Młodzieżowcy (1938) – powieść
- Dusze w maskach (1939) – powieść satyryczna
- Lompa (1945) – dramat wystawiony w 1947
- Wieża spadochronowa: Harcerze śląscy we wrześniu 1939 (1947) – powieść
- Obrazki śląskie (1954) – zbiór opowiadań